# United States Coast Guard Reserve

Wappen der United States Coast Guard Reserve

Die Reserve der United States Coast Guard (engl.: United States Coast Guard Reserve, abgek.: USNR) ist die bundesweite Reservekomponente der US Coast Guard.

## Geschichte
Die Coast Guard Reserve wurde 1939 vom Kongress als zivile Reserveeinheit gegründet und 1941 als United States Coast Guard Auxiliary in eine militärische Einheit umgewandelt. Die weibliche Reserveorganisation (SPARS – United States Coast Guard Women´s Reserve) wurde auf Grund des Eintritts der Vereinigten Staaten in den Zweiten Weltkrieg am 23. November 1942 mit dem Gesetz „Public Law 773“ von Präsident Franklin Delano Roosevelt gegründet, nach Kriegsende aber wieder aufgelöst. Einheiten der United States Coast Guard Auxiliary waren sowohl im Zweiten Weltkrieg als auch im Vietnamkrieg im aktiven Einsatz. Seit 2005 wird die Coast Guard Auxiliary offiziell wieder als United States Coast Guard Reserve  bezeichnet.

## Verpflichtung
Im Jahr 2011 betrug die Zahl der Coast Guard Reserve-Angehörigen 8.100 Männer und Frauen. Mitglieder der Coast Guard Reserve üben ihren Dienst nur auf Teilzeitbasis aus (2 Tage Training pro Monat und 15 Tage aktiver Dienst im Jahr), im Gegensatz zu den Mitgliedern der US Coast Guard. Die US-Küstenwache hat einen Sonderstatus, da sie weder eine rein militärische noch eine rein zivile Behörde ist, und ihre Einsatzprioritäten von herrschendem Krieg oder Frieden abhängen.

## Kommandostruktur
Commander der Reserve ist der Assistant Commandant for Reserve Rear Admiral James M. Kelly. Im Stab der Küstenwache existiert zudem die Dienststellung des Master Chief Petty Officer of the Coast Guard Reserve Force; dies ist derzeit Master Chief George M. Williamson.